# الن مینیرو
الن کاسیو دا کروز (پرتغالی: Alan Cássio da Cruz؛ زادهٔ ۲۰ مارس ۱۹۸۷) که با نام الن مینیرو یا الن شناخته می‌شود، بازیکن فوتبال اهل برزیل است.
از باشگاه‌هایی که در آن بازی کرده‌است می‌توان به آلبیرکس نیگاتا، کورینتیانس و فورتالزا اشاره کرد.
او به دلیل مهارتش در زدن ضربه آزاد شناخته می‌شود.